# North Beach, Western Australia
North Beach är en del av en befolkad plats i Australien. Den ligger i kommunen Stirling och delstaten Western Australia, omkring 14 kilometer nordväst om delstatshuvudstaden Perth. Antalet invånare är 2 950.
Runt North Beach är det mycket tätbefolkat, med 2 103 invånare per kvadratkilometer.. Närmaste större samhälle är Perth, omkring 14 kilometer sydost om North Beach. 
Runt North Beach är det i huvudsak tätbebyggt. Genomsnittlig årsnederbörd är 820 millimeter. Den regnigaste månaden är juli, med i genomsnitt 142 mm nederbörd, och den torraste är januari, med 11 mm nederbörd.